# 専称寺 (神戸市)

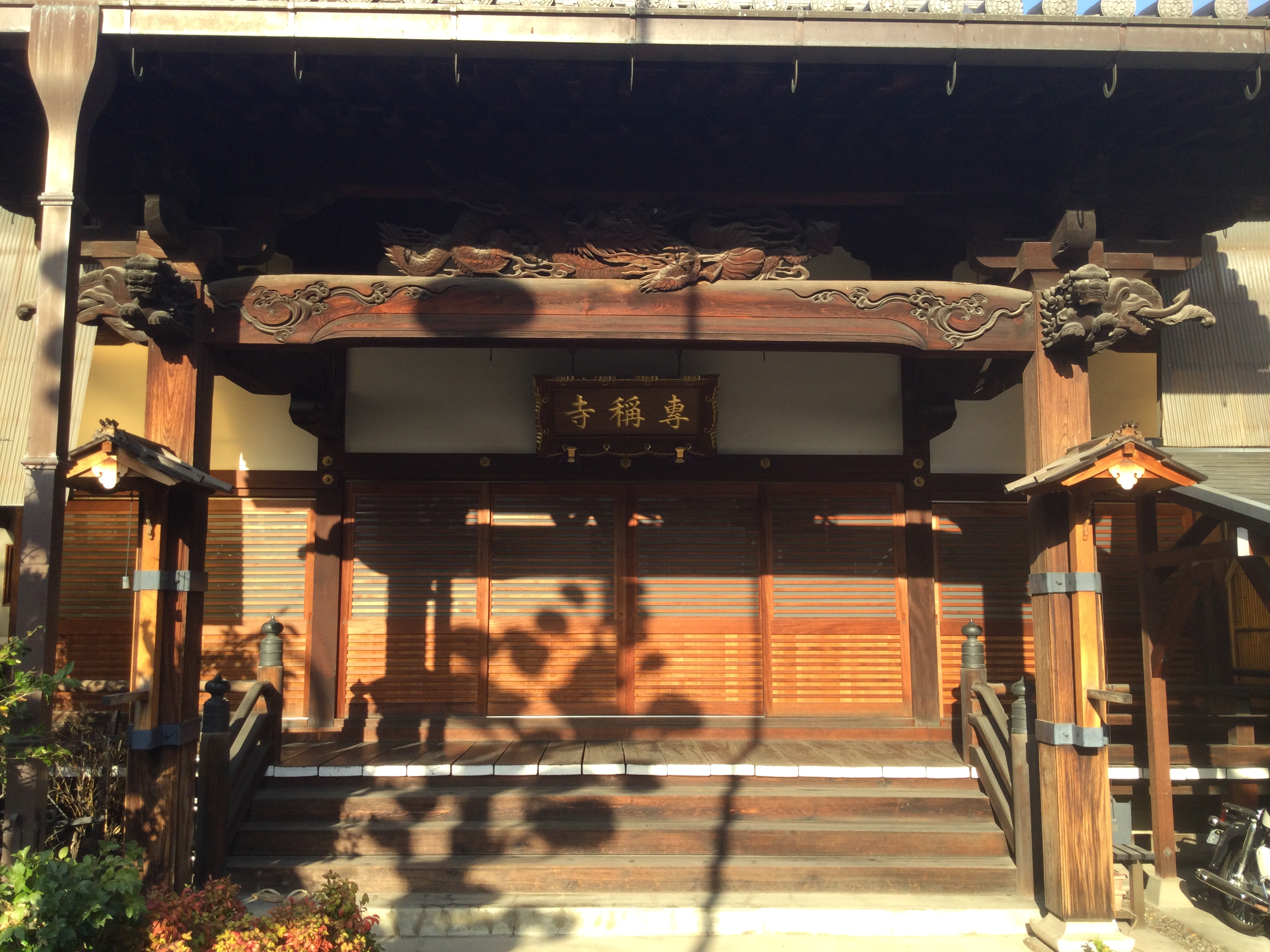
本堂

専称寺（せんしょうじ）は、日本の浄土真宗本願寺派の仏教寺院。正式名称を正立山専稱寺（しょうりゅうざんせんしょうじ）という。兵庫県神戸市中央区南本町通に位置する。

## 沿革
慶長13年（1608年）、僧・祐性（生没年不明）が大坂船場北鍋屋町（現在の大阪市中央区淡路町3丁目）にて開山。本願寺第12世准如上人に帰依し、浄土真宗本願寺派の末寺となる。慶長19年（1614年）の大坂冬の陣と、慶長20年（1615年）の大坂夏の陣で2度にわたり戦火に巻き込まれ焼失するも再建。この後、専稱寺が本願寺にまとまった金銭を寄付した記録は見つかってはいるが、248年間程の専稱寺の活動記録は現在のところ不明。
文久3年（1863年）、勝海舟の寓居先となり、専稱寺に私塾「大坂海軍塾」を開塾。蘭学講師の本間郡兵衛、塾頭で大坂台場詰鉄砲奉行の佐藤与之助を始め、坂本龍馬、近藤長次郎、高松太郎、望月亀弥太、沢村惣之丞、千屋寅之助ら土佐脱藩浪士ら門弟が集った。その他にも大坂西町奉行の松平勘太郎や吉井幸輔ら歴史に名を残した多くの志士達も海舟に会うため、専稱寺を訪れたとされる。専稱寺で行われた会談で、勝海舟と西郷隆盛の信頼関係が築かれ、後の慶応4年（1868年）江戸城無血開城へと繋がっていくきっかけとなった。
明治11年（1878年）9月28日、五代友厚が大阪商法会議所設立に向けた臨時第一会議を専稱寺で開催。
明治31年（1898年）10月、大阪市東区中本大字森（現在の中央区森之宮中央）に専稱寺を移転（移転理由不明）。明治33年（1900年）9月3日、神戸市葺合区吾妻町（現在の中央区吾妻通5丁目）に専稱寺を移転。大正8年（1919年）、新川スラム改善のため神戸青年自治会が組織され、地域の要望を受け専稱寺に事務所を設立。
大正11年（1922年）11月28日、専稱寺で神戸水平社創立総会を開催、兵庫県初の水平社が創立された。創立総会には県内外から500名以上の老若男女が参集し盛大に行われた。この時の様子を当時の報道機関は《11月には兵庫県水平社創立を兼ねた神戸水平社創立大会が神戸市葺合吾妻通の専称寺で開催され、以後「殆ど一気呵成で全県下に 拡がり、本年に入ってからは益々 烈しく、或は演説会に、或は座談的に阪神沿道・播州各 地方・淡路岩屋・但馬方面で寄々集会を催した数は既に 4、50回に達し、県下の各部落を挙げて同社に加盟し、(3) 篭固なる一団体をつくらんとしている」》と報道された。この時に行われた総会には、水平社本部から西光万吉、駒井喜作らが参加した。
昭和20年（1945年）太平洋戦争の神戸大空襲で本堂や庫裡など全ての建物を焼失。この時の戦火で勝海舟や坂本龍馬が描き残した書や絵、刀などの貴重な歴史的資料が焼失した。終戦後、現在地の《中央区南本町通4丁目5-6》に専稱寺を移転。1995年1月17日に発生した阪神・淡路大震災（兵庫県南部地震）により、山門や塀が倒壊する被害を受けた。

## 周辺
- 葺合警察署
- 葺合消防署
- 大安亭市場
- 阪神春日野道駅